# Baños de Ebro
Pour les articles homonymes, voir Baños (homonymie) et Ebro (homonymie).
Baños de Ebro en espagnol ou Mañueta en basque est une commune d'Alava située dans la communauté autonome du Pays basque en Espagne.